# THQ
THQ 주식회사(영어: THQ Inc.)는 사라진 미국의 비디오 게임회사였다. LJN이 전신이며, 2010년 기준으로 종업원이 2,000명 이상으로 구성된 세계 게임회사 종업원 수 5위권에 들었던 회사였다. 주로, 비디오 게임 콘솔, 휴대용 게임기 그리고 개인용 컴퓨터와 무선 통신 기구용 소프트웨어를 개발하였으며, 북아메리카, 유럽, 아시아 태평양 등지에 기점을 두었다. 하지만, 이 회사에서 만들어진 비디오 게임이 부정적인 평가가 많았고, 게임 사업에 대한 비판이 만만치 않았다. 결국, 인지도가 크게 추락하여, 2013년 1월 23일에 몰락하였다. 이후, 이 회사의 자회사및 각 게임 지적 재산권은 여러 게임 회사에 각각 매각되었다. 현재 THQ는 노르딕에 매각되어 THQ 노르딕으로 회사가 운영되고 있다.

## 파산 당시의 자회사 및 게임 목록
게임은 ☆로 표기, 자회사는 ○로 표기한다.
- ○렐릭 엔터테인먼트 - 세가 게임즈에 매각
- ☆메트로 2033 게임 시리즈 - 딥 실버에 매각
- ○ValuSoft - Cosmi Corperation에 매각
- ☆볼리션 - 딥 실버에 매각
- ☆사우스 파크 게임 판권 - 유비 소프트에 매각
- ○터틀락 스튜디오 - 테이크-투 인터랙티브에 매각
- ☆WWE 게임 판권 - 테이크-투 인터랙티브에 매각
- ○THQ 몬트리얼(캐나다 지사) - 유비 소프트에 매각
- ☆홈프론트 - 크라이텍에 매각
- ○비질 게임즈 - 구매 의사가 없어서 문을 닫으려고 했으나, 크라이텍이 인수하여 크라이텍의 미국지사 역할을 하고 있다. 하지만, 이 회사의 게임인 다크사이더스 시리즈는 노르딕 게임즈가 인수하였다.
- ☆레드 팩션 시리즈 - 노르딕 게임즈에 매각
- ☆MX VS MTV 시리즈 - 노르딕 게임즈에 매각
- ☆홈월드 시리즈 - 기어박스 소프트웨어에 매각
- ☆그려라 터치 시리즈 - 505 게임즈에 매각

이 중에서 노르딕 게임즈는 THQ의 자회사 및 지적 재산권의 절반을 집중적으로 인수를 한 것으로 알려졌으며, THQ의 상표 디자인권도 역시 노르딕 게임즈가 인수하여, THQ노르딕 게임즈으로 사명을 바꾸었다.